# Minions: Sự trỗi dậy của Gru
Minions: Sự trỗi dậy của Gru (tựa gốc tiếng Anh: Minions: The Rise of Gru) là một bộ phim hoạt hình máy tính hài của Mỹ năm 2022 do Illumination sản xuất và được phân phối bởi Universal Pictures. Đây là phần tiếp theo của phần phim ngoại truyện Minions (2015) và là phần thứ năm nói chung trong loạt phim Kẻ trộm mặt trăng. Do Kyle Balda đạo diễn, với Brad Ableson và Jonathan del Val là đồng đạo diễn, phim có Steve Carell đảm nhận vai Gru và Pierre Coffin trong vai các Minions, với Taraji P. Henson, Dương Tử Quỳnh, RZA, Jean-Claude Van Damme, Lucy Lawless, Dolph Lundgren, Danny Trejo, Russell Brand, Julie Andrews và Alan Arkin cũng tham gia.
Sau khi bị trì hoãn 2 năm do đại dịch COVID-19, Minions: Sự trỗi dậy của Gru đã có buổi ra mắt đầu tiên trên thế giới tại Liên hoan phim hoạt hình quốc tế Annecy vào ngày 13 tháng 6 năm 2022 và được công chiếu tại Hoa Kỳ vào ngày 1 tháng 7 năm 2022, bởi Universal Pictures. Bộ phim nhận được đánh giá tích cực từ các nhà phê bình, những người ghi nhận giá trị giải trí của nó đối với trẻ em. Bộ phim này đã thu về 939 triệu đô la Mỹ trên toàn thế giới, trở thành bộ phim có doanh thu cao thứ năm trong năm 2022.

## Nội dung
Năm 1976, tám năm sau các sự kiện của phần phim đầu tiên, cậu bé 11 tuổi Gru cho phép các Minion làm việc cho cậu với tư cách là thủ lĩnh mới của chúng.
Một ngày nọ, Gru nhận được lời mời thử vai từ Vicious 6, một tổ chức tội phạm được thành lập bởi siêu tội phạm Wild Knuckles; bây giờ được dẫn dắt bởi thủ lĩnh mới được bổ nhiệm Belle Bottom sau cái chết của Knuckles, người hy vọng sẽ tìm thấy một thành viên mới. Cuộc phỏng vấn của Gru diễn ra không suôn sẻ nhưng trước sự phẫn nộ của Vicious 6, anh ta đã đánh cắp được một viên đá có khả năng biến bất kỳ ai thành một trong những con vật của Hoàng đạo Trung Quốc vào Tết Nguyên Đán.
Sau một cuộc chạy trốn cùng Kevin, Stuart và Bob, Gru phát hiện ra rằng Otto, một Minion to lớn, tròn trịa, có niềng răng, đã đổi viên đá để lấy một viên đá thú cưng, khiến anh ta phải bỏ các Minion trước khi một mình đi tìm viên đá. Tuy nhiên, Knuckles, người được tiết lộ là còn sống, đã bắt cóc Gru trước khi đưa anh đến San Francisco.
Không có viên đá, Kevin, Stuart, Bob lên đường đến San Francisco để tìm anh ta, kết thúc là lái một chiếc máy bay ở đó. Khi họ đến nhà Knuckles, họ bị truy đuổi bởi lũ yêu tinh của anh ta cho đến khi Dì Chow, một cựu giáo viên Kung Fu, giúp đỡ họ. Chow quyết định dạy họ sau khi họ cầu xin cô ấy làm như vậy. Khi việc giảng dạy của họ hoàn thành, bộ ba quay trở lại nhà của Wild Knuckles để cố gắng đưa Gru trở lại. Trong khi đó, Otto cố gắng đuổi theo một người đi xe máy có viên đá làm vòng cổ. Khi bắt kịp anh ta tại Thung lũng Chết, người đi xe máy đã trả lại viên đá cho Otto và đưa anh ta đến San Francisco.
Gru bắt đầu gắn bó với Knuckles sau khi lũ tay sai của ông này bỏ rơi ông ta. Sau khi cứu Knuckles khỏi một con cá sấu đang ăn thịt ông ta còn sống trong hồ bơi của mình, họ quyết định cướp Ngân hàng Xấu xa, quản lý để đánh cắp nàng Mona Lisa. Sau khi về nhà vào một đêm, họ thấy rằng nhà của Knuckles đã bị phá hủy bởi Vicious 6, nhờ Kevin, Stuart và Bob đột nhập trước đó. Knuckles quyết định từ bỏ, khiến Gru phải tự mình ra tay để ngăn chặn chúng.
Tại một cuộc diễu hành mừng năm mới ở Khu Phố Tàu, Otto và Gru tìm thấy nhau với viên đá nhưng bị dồn vào chân tường bởi Vicious 6, những người lần lượt phải đối mặt với Liên minh chống phản diện. Tuy nhiên, sau khi đồng hồ điểm nửa đêm, Vicious 6 sử dụng viên đá để biến mình thành động vật từ Zodiac, và bắt cóc Gru, lên kế hoạch giết anh ta tại một tháp đồng hồ để trả thù. Kevin, Stuart và Bob cố gắng tìm Gru, nhưng lần lượt bị biến thành thỏ, dê và gà trống.
Knuckles quay trở lại và chiến đấu với Bottom với các Minion. Được sự dạy dỗ của Chow, các Minion đã tìm thấy con thú bên trong của mình và đánh bại hầu hết nhóm Vicious 6 nhưng Knuckles đã bị Bottom đốt cháy nặng khi cố gắng lấy lại viên đá. Otto đã cứu được Gru, người đã sử dụng viên đá để biến nhóm 6 thành chuột. 6 kẻ xấu số bị bắt, bao gồm cả Knuckles, người được đưa đến bệnh viện để chống chọi với vết thương của mình. Tại đám tang của Knuckles, Gru đã đưa ra một bài điếu văn chân thành, nhưng nó được tiết lộ rằng Knuckles đã làm giả cái chết của mình. Sau đó, anh và Gru gián tiếp lái xe vào cảnh hoàng hôn cùng với các Minion, những người được thuê lại sau khi cứu Gru khỏi Vicious 6.
Trong một cảnh mid-credit, Gru thuê Tiến sĩ Nefario để tỏ lòng biết ơn vì một phát minh của ông đã giúp anh ta đánh cắp viên đá. Nefario ban đầu từ chối nhưng quyết định tham gia với anh ta sau khi anh ta và các Minion cầu xin, cho họ đi trên một chiếc máy bay phản lực, tương tự như chiếc mà Gru sẽ đi trong tương lai.

## Lồng tiếng
- Pierre Coffin lồng tiếng vai Kevin, Stuart, Bob, Otto và những Minions còn lại[7]
- Steve Carell lồng tiếng vai Gru[7]
- Taraji P. Henson lồng tiếng vai Belle Bottom, lãnh đạo của nhóm The Vicious 6.[8]
- Dương Tử Quỳnh lồng tiếng vai Sư phụ Chow[9]
- Jean-Claude Van Damme lồng tiếng vai Jean Clawed, một thành viên của The Vicious 6 với cánh tay là một cái càng tôm hùm khổng lồ.[8]
- Lucy Lawless lồng tiếng vai Nunchuck, một thành viên nữ tu của The Vicious 6.[8]
- Dolph Lundgren lồng tiếng vai Svengeance, một thành viên của The Vicious 6.[8]
- Danny Trejo lồng tiếng vai Stronghold, một thành viên của The Vicious 6.[8]
- Russell Brand lồng tiếng vai Tiến sĩ Nefario, một nhà khoa học đãng trí, người sau này sẽ trở thành trợ lý của Gru.[9]
- Julie Andrews lồng tiếng vai Marlena, mẹ của Gru.[9]
- Alan Arkin lồng tiếng vai Wild Knuckles, cựu lãnh đạo của The Vicious 6.[8]

Ngoài ra, phim còn có sự tham gia lồng tiếng của nam rapper RZA trong một vai diễn không được tiết lộ.

## Sản xuất

### Phát triển
Vào tháng 1 năm 2017, Universal Pictures và Illumination thông báo chính thức về một phần phim hoạt hình hậu truyện của Minions. Công đoạn sản xuất  của phim được tiến hành vào tháng 7 cùng năm với Brad Ableson được thêm vào với vai trò đồng đạo diễn. Tháng 5, 2019, tựa đề chính thức của phim được tiết lộ là Minions: Sự trỗi dậy của Gru (tên tiếng Anh: Minions: The Rise of Gru).

### Tuyển vai
Tháng 12 năm 2019, có thông tin về việc Pierre Coffin và Steve Carell sẽ tiếp tục trở lại lồng tiếng cho hai vai diễn Minions và Gru.

### Hoạt hình
Quá trình sản xuất của phim đã được chuyển sang làm việc từ xa trong đại dịch COVID-19, sau khi Illumination Mac Guff đóng cửa.

### Nhạc phim
Phần nhạc phim được lấy cảm hứng từ thập niên 70 sẽ được sản xuất bởi Jack Antonoff.

## Quảng bá
Công ty Mattel thông báo rằng họ đã ký thành công một thỏa thuận kéo dài ba năm để tạo ra các sản phẩm dựa trên bộ phim. Lego cũng đã phát hành hai bộ đồ chơi dựa trên phim vào năm 2020.

## Phát hành
Minions: Sự trỗi dậy của Gru ban đầu được dự kiến sẽ ra mắt vào 3 tháng 7 năm 2020 nhưng do sự ảnh hưởng của đại dịch COVID-19 cũng như việc Illumination Mac Guff đóng cửa nên lịch công chiếu của phim đã được đẩy sang ngày 2 tháng 7, 2021 và cuối cùng là ngày 1 tháng 7 năm 2022.
Việc phát hành rạp ở Trung Quốc của bộ phim đã thay thế cảnh kết thúc bằng một thông điệp nói rằng Wild Knuckles đã bị bắt và bị kết án hai mươi năm tù, và Gru đã trở về với gia đình của mình.
Minions: Sự trỗi dậy của Gru dự kiến sẽ phát hành trực tuyến trên nền tảng chiếu phim trực tuyến Peacook của NBCUniversal trong vòng 4 tháng khi phim phát hành tại rạp. Sau đó, phim sẽ được chuyển sang phát hành trên Netflix trong 10 tháng trước khi tiếp tục trở lại Peacock trong 4 tháng cuối.